# Copa liberiana de futbol
La copa liberiana de futbol, també anomenada LFA Cup, és la màxima competició futbolística per eliminatòries de Libèria. És organitzada per la Federació de Libèria. Fou creada l'any 1974.
Fou coneguda amb el nom PetroTrade Cup per motius de patrocini.

## Historial
Font:
| Any     | Campió                                   | Resultat                                 | Finalista                                |
| ------- | ---------------------------------------- | ---------------------------------------- | ---------------------------------------- |
| 1974    | Mighty Barrolle SA                       |                                          |                                          |
| 1975    | no es disputà                            | no es disputà                            | no es disputà                            |
| 1976    | Cedar United                             |                                          |                                          |
| 1977    | Cedar United                             |                                          |                                          |
| 1978    | Mighty Barrolle SA                       |                                          |                                          |
| 1979    | no es disputà                            | no es disputà                            | no es disputà                            |
| 1980    | no es disputà                            | no es disputà                            | no es disputà                            |
| 1981    | Mighty Barrolle SA                       |                                          |                                          |
| 1982    | Saint Joseph Warriors FC                 |                                          |                                          |
| 1983    | Mighty Barrolle SA                       |                                          |                                          |
| 1984    | Mighty Barrolle SA                       |                                          |                                          |
| 1985    | Mighty Barrolle SA                       |                                          |                                          |
| 1986    | Mighty Barrolle SA                       |                                          |                                          |
| 1987    | Invincible Eleven                        |                                          |                                          |
| 1988    | LPRC Oilers                              |                                          |                                          |
| 1989    | LPRC Oilers                              |                                          |                                          |
| 1990    | no es disputà                            | no es disputà                            | no es disputà                            |
| 1991    | Invincible Eleven                        |                                          |                                          |
| 1992    | NPA Anchors                              | 3-1                                      | Invincible Eleven                        |
| 1993    | LPRC Oilers                              | 2-0                                      | Mighty Barrolle SA                       |
| 1994    | Monrovia Club Breweries                  | 1-0                                      | LPRC Oilers                              |
| 1995    | Mighty Barrolle SA                       |                                          |                                          |
| 1996    | Junior Professional FC                   |                                          |                                          |
| 1997    | Invincible Eleven                        |                                          |                                          |
| 1998    | Invincible Eleven                        | 1-2, 1-0                                 | Junior Professional FC                   |
| 1999    | LPRC Oilers                              |                                          |                                          |
| 2000    | LPRC Oilers                              |                                          |                                          |
| 2001    | desconegut                               | desconegut                               | desconegut                               |
| 2002    | Mighty Blue Angels FC                    | venç                                     | Mark Professionals                       |
| 2003    | LISCR FC                                 |                                          |                                          |
| 2004    | LISCR FC                                 | 2-0                                      | Bassa Defender                           |
| 2005    | LPRC Oilers                              |                                          |                                          |
| 2006    | NPA Anchors                              | 0-0 (3-2 p)                              | Mighty Barrolle SA                       |
| 2007    | Saint Joseph Warriors FC                 | venç                                     | LISCR FC                                 |
| 2008    | Monrovia Black Star FC                   | 1-1 (4-1 p)                              | Mighty Barrolle SA                       |
| 2009    | Barrack Young Controllers FC             | 1-0                                      | LPRC Oilers                              |
| 2010-11 | Invincible Eleven                        | 1-0                                      | Barrack Young Controllers FC             |
| 2012    | Barrack Young Controllers II             | 1-0                                      | Watanga FC                               |
| 2013    | Barrack Young Controllers FC             | 6-0                                      | Fatu FC                                  |
| 2013-14 | FC Fassell                               | 1-0                                      | NPA Anchors                              |
| 2015    | Barrack Young Controllers II             | 0-0 (3-2 p)                              | Monrovia Club Breweries                  |
| 2016    | Monrovia Club Breweries                  | 2-0                                      | Mighty Barrolle SA                       |
| 2017    | LISCR FC                                 | 3-0                                      | ELWA United                              |
| 2018    | Barrack Young Controllers FC             | 4-0                                      | LISCR FC                                 |
| 2019    | LISCR FC                                 | 2-0                                      | Barrack Young Controllers FC             |
| 2019-20 | abandonat per la pandèmia de la COVID-19 | abandonat per la pandèmia de la COVID-19 | abandonat per la pandèmia de la COVID-19 |
| 2020-21 | Monrovia Club Breweries                  | 2-1                                      | Watanga FC                               |
| 2021-22 | LISCR FC                                 | 2-2 (4-2 p)                              | Tony FC                                  |
| 2022-23 | LISCR FC                                 | 2-0                                      | Watanga FC                               |
| 2023-24 | Paynesville FC                           | 1-0                                      | Invincible Eleven                        |
| 2024-25 | Black Man Warrior FC                     | 1-1 (3-1 p)                              | LISCR FC                                 |

1. ↑  Atorgat el resultat de 2-0, després de ser el partit abandonat al minut 87 amb el resultat de 1-0.